# سينية البحتري
صنتُ نفسي أو سينية البحتري هي قصيدة من البحر الخفيف قافيتها السين في العصر العباسي للبحتري (821–897 م، 206–248 هـ) نظمها استلهامًا من إيوان كسرى.

## مناسبة القصيدة
يقف البحتري على إيوان كسرى، فيستلهم الحادثات كنوزًا من العبر، فينظم أبياتًا تزداد بريقًا بالبلاغة، وضياء المعرفة، وفي الحديث عن مناسبة سينية البحتري فلقد كان إيوان كسرى مضرب المثل في الأنس والعمران، وفي مناسبة سينية البحتري أو كما تُسمى قصيدة إيوان كسرى، فقد كان مقر الملك في عاصمة بلاد الفرس يدعى بالقصر الأبيض، وفي وسطه إيوان كسرى وهي قاعة عرش كسرى، أما عن البحتري فقد كان هو الشاعر المقرب للخليفة العباسي المتوكل، فلما قُتل حزن عليه البحتري ورثاه في شعره وذلك كان السبب الأهم في مناسبة سينية البحتري، إضافةً إلى أنه امتلأت نفسه همًّا وغمًّا فذهب إلى المدائن عاصمة بلاد الفرس، ووقف أما الإيوان يصفه وصفًا حسيًا رائعًا، وانتقل إلى وصف تاريخهم وعظمتهم. تقع قصيدة سينية البحتري في ستة وخمسين بيتًا، توزع عشرة منها في ذكره حاله وشكوى دهره، وستة من الأبيات في السبب التاريخي لهذه الوقفة، ثم ستة من الأبيات في ذكر عظمة الفرس، وستة في ذكر أحوال خاصة، ويذكر رحلته إلى بلاد الفرس ونفسه مليئة بالحزن على وفاة المتوكل واغتياله، أما ما بقي من أبيات جعلها في وصف إيوان كسرى، وقد تفنن البحتري في هذا الوصف، وهذا هو توزيع مناسبة سينية البحتري حيث فاضت خواطره وتأملاته، وآلامه في شعره.

## وصلات خارجية
- سينية البحتري على موسوعة الديوان الشعرية.